# Хортензије
Хортензије (лат. Hydrangea) представљају род који чини 70-75 (према неким ауторима и преко 90) врста цветница пореклом из Азије и обе Америке. Далеко највећа разноликост врста је у источној Азији, посебно Кореји, Кини и Јапану. Већина су жбунасте врсте, висине 1 - 3 метра, али неке расту и као мала стабла или други лијане дужине и до 30 m (98 ft)м, које расту пењући се уз дрвеће. Могу бити листопадне или зимзелене, мада су широко култивисане врсте умјереног подручја листопадне.

## Етимологија
Латинско име рода Hydrangea потиче из грчког језика и значи „посуда за воду” (hydor=вода и angeion=посуда). Према неким изворима односи се на облик семена, док се према другим изворима односи на велику потребу врста из овог рода за водом.
Раније име рода, Хортензија (Hortensia), латинска је верзија француског имена Ортонс (Hortense), по жени Жан-Андреа Лепута (Jean-André Lepaute), родоначелника чувене породице француских часовничара из 18. века.

## Цветови и цвасти
Хортензије цветају од раног пролећа до касне јесени. Цветови се формирају у цвастима (гроње или метлице), најчешће на крајевима грана. Типична цваст састоји се од две врсте цветова: малих, неупадљивих у центру цвасти и великих, раскошних цветова упадљивих боја по ободу. Ови упечатљиви цветови често су распоређени у прстену око оних ситнијих. Биљке у популацијама у природи обично формирају мало или ни мало ободних великих цветова, док се у култури селекцијом гаје форме хортензије које их имају што више. 
Код хортензија чији цветови формирају гроње, цветови се развијају на два начина. Могу формирати велике, лоптасте цвасти, налик пон-понима, какве су код најчешће узгајане и добро познате крупнолисне хортензије (Hydrangea macrophylla или према старој номенклатури Hydrangea hortensis). Насупрот њима, неке врсте имају округле, заравњене цвасти, сличне чипки, у чијем средишту се формирају ситни, неугледни цветови, окружени већим, чији су чашични или крунични листићи упадљивих боја, а који се формирају у прстеновима по ободу цвасти. Цветови неких рододендрона и вибурнума формирају цвасти сличне онима код неких хортензија. 
Одрезани цветови хортензије, лако дехидрирају и брзо увену због велике латица површине бројних цветова. Увела хортензија може се поново хидрирати и освежити тако што се стабљика на кратко урони у кипућу воду. Како латице хортензије такође могу да апсорбују воду и цветови се затим могу уронити у воду собне температуре.

### Утицај киселости земљишта на боју цветова
Код већине врста хортензија цветови су бели, али код неких, посебно код крупнолисне хортензије (Hydrangea macrophylla) могу бити плаве, црвене, розе, ружичасте, светло љубичасте или тамнољубичасте боје. Код ових врста долази до промене боје цветова због присуства јона алуминијума који су слободни или везани, што зависи од  pH вредности земљишта. За култиваре врста H. macrophylla и H. serrata боја цвећа може се контролисати релативном киселошћу земљишта: код киселог земљишта (pH вредност испод 7) јони алуминијума су слободни, услед чега се обично формирају цветови плаве до љубичасте боје, док алкално земљиште (pH вредност изнад 7) везује јоне алуминијума, што доводи до формирања ружичастих или црвених цветова. То је узроковано променом боје цветних пигмената у присуству јона алуминијума које биљке могу апсорбовати. Снижавањем pH вредности земље или супстрата који се користи у саксијама обично не доводи до промене боје у плаву, јер ови супстрати обично не садрже јоне алуминијума. 
На способност цветова да поплаве или постану ружичасти утиче и култивар. Неки култивари селектовани су управо због њихове способности да промене боју, док се други узгајају и бирају због црвене, ружичасте или беле боје цветова. На  боју цветова већине других врста хортензије алуминијум не утиче и боја њихових цветова не може се мењати.

## Најпознатије врсте хортензија
- Hydrangea anomala (хортензија пењачица), Хималаји, југозападна Кина
- Hydrangea arborescens (глатка хортензија), исток Северне Америке.
- Hydrangea aspera, централна Кина, Хималаји
- Hydrangea bretschneideri, централна Кина
- Hydrangea candida, централна Кина
- Hydrangea caudatifolia, централна Кина
- Hydrangea chinensis, централна Кина и Тајван
- Hydrangea chungii, централна Кина
- Hydrangea cinerea (пепељаста хортензија), исток Сједињених Држава
- Hydrangea coacta, централна Кина
- Hydrangea coenobialis, централна Кина
- Hydrangea davidii, централна Кина
- Hydrangea dumicola, централна Кина
- Hydrangea gracilis, централна Кина
- Hydrangea heteromalla, Хималаји, север и запад Кине
- Hydrangea hirta, Јапан
- Hydrangea hypoglauca, централна Кина
- Hydrangea integrifolia, централна Кина
- Hydrangea involucrata, Јапан и Тајван
- Hydrangea jelskii, Анди
- Hydrangea kawakamii, Тајван
- Hydrangea kwangsiensis, централна Кина
- Hydrangea kwangtungensis, централна Кина
- Hydrangea lingii, централна Кина
- Hydrangea linkweiensis, централна Кина
- Hydrangea longifolia, централна Кина
- Hydrangea longipes, западна Кина
- Hydrangea macrocarpa, централна Кина
- Hydrangea macrophylla (крупнолисна хортензија), југ Јапана, југ Кине
- Hydrangea mangshanensis, централна Кина
- Hydrangea paniculata, исток Кине, Јапан, Кореја, Сахалин
- Hydrangea petiolaris (хортензија пењачица), Јапан, Кореја, Сахалин
- Hydrangea peruviana, Костарика, Панама, Анди
- Hydrangea quercifolia (храстолисна хортензија), југоисток Сједињених Држава
- Hydrangea radiata (сребрнолисна хортензија), југоисток Сједињених Држава
- Hydrangea robusta, централна Кина, Хималаји
- Hydrangea sargentiana, запад Кине
- Hydrangea scandens, јужни Јапан до Филипина
- Hydrangea serrata, Јапан, Кореја
- Hydrangea serratifolia, Чиле, запад Аргентине
- Hydrangea stenophylla, централна Кина
- Hydrangea strigosa, централна Кина
- Hydrangea stylosa, централна Кина
- Hydrangea sungpanensis, централна Кина
- Hydrangea tarapotensis, Анди
- Hydrangea xanthoneura, централна Кина
- Hydrangea zhewanensis, централна Кина

### Фосилни остаци
Врста †Hydrangea alaskana је фосилна врста издвојена из палеогених слојева  на планини Јав на Аљасци.
Четири фосилна семена врсте †Hydrangea polonica пронађена су у узорцима извађених из бушотина лежишта слатке воде из периода средњег Миоцена у близини Новог Сонча, западни Карпати, Пољска.
- Тамноплави цветови H. macrophylla
- Плави цветови H. arborescens
- Љубичасти цветови H. aspera
- Цветови H. paniculata розе боје
- Зеленкасто ружичасти цветови H. peruviana
- Бели цветови H. bretschneideri

## Употреба у хортикултури
Хортензије су популарне украсне врсте високих декоративних вредности. Саде се због декоративних листова и цветова груписаних у цвастима раскошних боја, нарочито код селектованих сорти. Расту као жбуње, ретко и као дрвеће или повијуше. Листови су наспрамни и прости. Цветови су скупљени у терминалним гроњјама, у нијансама зелене, црвене, плаве или беле боје. Ободни цветови често су стерилни. Плод је чаура са многобројним ситним семеном. 
Хортензије се размножавају семеном, али чешће вегетативно. Одговара им богато и влажно земљиште, без креча и добро аерисано. Многе врсте нису отпорне према ниским температурама. Неке врсте се у нашем поднебљу гаје као саксијске културе.
Најпознатија и најраспрострањенија је крупнолисна хортензија (Hydrangea macrophylla), са преко 600 култивара, од којих су многи селектовани тако да у цвастима имају само велике стерилне цветове. Култивари крупнолисне хортензије се могу поделити у две главне групе:
- Хортензије лоптастих цвасти и
- Хортензије чипкастих цвасти.[13]

### Орезивање
Неке врсте хортензија најбоље је орезивати једном годишње и то онда када почну да се појављују нови лисни пупољци. Ако се жбун не орезује редовно гране ће превише израсти, па ће њихова тежина, са великим цвастима на врху, бити већа од њихове снаге, због чега ће почети да се повијају према земљи, а могу се лако и поломити. Остале врсте цветају само на „старом дрвету“. Тако ново дрво које је резултирало обрезивањем неће родити цвеће до наредне сезоне. 

### Селекција боја
Боја цветова једног грма хортензије може се мењати од плаве до ружичасте или ружичасте до плаве из једне сезоне у другу, зависно од нивоа киселости тла. Додавање органских материја попут кафе, коре цитруса или љуске јаја повећаће киселост земљишта и променити боју цветова у плаву 
Ружичасте хортензије све су популарније широм света, али посебно у азијским земљама. У говору цвећа ружичасте хортензије имају много различитих значења али, према записима славног азијског цвећара Тан Јун Ионга, основно значење је: „Ти си откуцај мог срца”. Он је, између осталог, записао: „Светло и нежно руменило латица подсећа ме на пулсирајуће срце, док величина може одговарати само срцу пошиљаоца!” Популарни ружичасти култивар 'Vanilla Strawberry' је проглашен је од стране Асоцијације америчких расадничара и пејзажних архитеката за „Топ биљку“.
Хибрид 'Runaway Bride Snow White', који је узгојио Јапанац Ушио Саказаки, проглашен је 2018. биљком године на изложби цвећа у лондонској четври Челси, која се традиционално одржава сваког маја од 1912. године. Врста Hydrangea quercifolia проглашена је 1999. године званичном државном дивљом биљком Алабаме.

## Хортензије у људској употреби
Корен и ризом хортензије могу бити корисни за лечење уринарног тракта и имати диуретичка својства. Ако се једу, хортензије су умерено токсичне јер сви делови биљке садрже цијаногене гликозиде. У литератури се наводи да се врста Hydrangea paniculata  понекад пуши као опојна супстанца, упркос опасности од болести и потенцијалне смрти услед цијанида који садржи. 

### Хортензије у култури
У Јапану се традиционално припрема ама-чај (јап. ама-ча, 甘茶), што значи сладак чај. То је биљни чај направљен од врсте Hydrangea serrata, чији листови садрже филодулцин, супстанцу која развија сладак укус. За потпуни укус, свежи листови се уситњавају, паре и суше, после чега се добијају тамносмеђу боју. Ама-чај се углавном користи током церемоније купања Буде (кан-бутсу-е), која се одржава 8. априла сваке године, на дан за који се у Јапану сматра да је Будин рођендан. Током церемоније, ама-чај се прелије преко статуе Буде и послужује људима који присуствују церемонији. Према легенди, на дан када се Буда родио девет змајева прелило је преко њега Амриту, нектар бесмртности, а ама-чај је у Јапану замена за овај нектар. 
У Кореји се иста врста, Hydrangea serrata (Хангул: 산수 국) користи за справљање биљног чаја који се зове сугук-ча (수국 차) или илсул-ча (이슬 차).